# Constitution de la république du Congo de 2002
Pour les articles homonymes, voir Constitution de la république du Congo.
Lire en ligne

Consulter

Constitution de la république du Congo de 1992 Constitution de la république du Congo de 2015
La Constitution de la république du Congo est la loi fondamentale de la république du Congo en vigueur de 2002 à 2015. Le 6 novembre 2015, elle est abrogée par la constitution de 2015.

## Contenu

### Président de la République
Elle  dispose que le président de la République est élu pour un septennat, renouvelable une fois. Pour être candidat à la présidentielle, il faut être âgé entre quarante et soixante-dix ans.

## Compléments